# Maarten Brekelmans
Maarten Brekelmans (* 24. Februar 1992 in Tucson, Arizona) ist ein US-amerikanisch-niederländischer Eishockeyspieler, der mit den Tilburg Trappers zweimal den niederländischen Meistertitel gewann.

## Karriere

### Clubs
Maarten Brekelmans, der als Sohn niederländischer Eltern in den Vereinigten Staaten geboren wurde, begann seine Karriere als Eishockeyspieler bei den Tilburg Trappers, für die er bereits in der Jugendabteilung spielte. Mit 16 Jahren wurde er in der zweiten Herren-Mannschaft in der Eerste Divisie eingesetzt. In der Ehrendivision debütierte er in der Spielzeit 2010/11, als er mit den Trappers das Playoff-Finale erreichte, aber mit 1:4 Siegen gegen HYS The Hague verlor. Mit dem Team aus Nordbrabant gewann er 2011, 2013 und 2015 den niederländischen Eishockeypokal und 2014 und 2015 den niederländischen Meistertitel. 2015 wechselte er mit dem Klub in die Oberliga Nord, die dritthöchste deutsche Spielklasse und konnte gleich im ersten Jahr die deutsche Oberliga-Meisterschaft gewinnen. Von 2017 bis 2019 spielte er mit den Amstel Tijgers Amsterdam in der belgisch-niederländischen BeNe League. Anschließend beendete er seine Karriere.

### International
Brekelmans nahm mit der niederländischen Mannschaft bei den U-20-Weltmeisterschaften 2011 und 2012 jeweils in der Division II teil.
Für die Herren-Nationalmannschaft debütierte er bei der Weltmeisterschaft 2014 in der B-Gruppe der Division I. Auch 2015 spielte er mit den Niederländern in dieser Klasse, musste mit ihnen aber erstmals seit Einführung des Divisionssystems den Abstieg in die Division II hinnehmen. Zudem vertrat er seine Farben bei der Olympiaqualifikation für die Winterspiele in Pyeongchang 2018.

## Erfolge und Auszeichnungen
- 2011 Niederländischer Pokalsieger mit den Tilburg Trappers
- 2013 Niederländischer Pokalsieger mit den Tilburg Trappers
- 2014 Niederländischer Meister mit den Tilburg Trappers
- 2015 Niederländischer Meister und Pokalsieger mit den Tilburg Trappers
- 2016 Deutsche Oberligameisterschaft mit den Tilburg Trappers

## Statistik
(Stand: Ende der Spielzeit 2018/19)